# 2e congresdistrict van Montana
Het 2e congresdistrict van Montana (MT-2) is een voormalig kiesdistrict voor het Amerikaanse Huis van Afgevaardigden. Van 1913 tot 1993 vaardigde Montana twee vertegenwoordigers af. Tussen 1919 en 1993 werden die ook uit twee afzonderlijke districten gekozen, het 1e en het 2e congresdistrict van Montana. Het 2e district omvatte het oostelijke deel van de staat. In 1993 werden beide districten opgeheven en werd de enige overblijvende afgevaardigde gekozen in een at-large district.
Door bevolkingstoename vastgesteld bij de volkstelling van 2020 krijgt Montana in 2023 opnieuw twee kiesdistricten. Een onafhankelijke commissie moet de grenzen van deze districten bepalen.
Het 2e district werd gedurende zijn 74-jarige bestaan vertegenwoordigd door tien mannen, zes Republikeinen en vier Democraten.